# Synodontis nigrita
Synodontis nigrita (Синодонтіс бурий) — вид риб з роду Synodontis родини Пір'явусі соми ряду сомоподібні. Інша назва «несправжній сом-перевертень».

## Опис
Загальна довжина сягає 33,5 см (в акваріумі — до 22 см). Голова коротка, трохи сплощена зверху й сильно стиснута з боків. Вона містить чітко виражений, вузький виступ. Очі великі. Є 3 пари вусиків, з яких 1 пара на верхній щелепі (з широкою мембраною біля основи, вуса довгі), 2 пари — на нижній. Рот доволі широкий. На нижній щелепі зуби утворюють S-подібну форму. На верхній щелепі зуби короткі та гострі. На кожній щелепі 30-35 зубів. Зяброві щілини недовгі. Тулуб масивний, присадкуватий. Спинний плавець складається з 1 жорсткого (на кінці трохи зігнутого) та 7 м'яких променях. Передній бік першого променя спинного плавця гладенький. Жировий плавець доволі довгий, округлий. Анальний плавець складається з 4 нерозгалужених та 8-9 гіллястих променів. Хвостовий плавець сильно роздвоєно, верхня лопать довша за нижню.
Забарвлення коливається від зеленуватого до сіро-чорного кольору з темними контрастними плямами середнього розміру. Черево світле. Усі плавці з темними плямами, на хвостовому плавці плями перетворюються на смуги. Існує також помаранчева форма. Молодь має бежево-кавове забарвлення з численними чорними плямами.

## Спосіб життя
Зустрічається в місцях помірною течією та піщаним ґрунтом. Зазвичай є одинаком. Іноді плаває у перевернутому стані. Звідси походить інша назва цього сома. Вдень ховається серед корчів, каміння. Активний у присмерку та вночі. Живиться личинками комах, водоростями, черевоногими та двостулковими молюсками, губками, ракоподібними, ікрою інших риб.
Статева зрілість настає у 2 роки. Нерест відбувається під час сезону дощів: в період з липня по жовтень.
Тривалість життя становить 11 років.

## Розповсюдження
Мешкає у басейнах річок Ніл, Сенегал, Гамбія, Вольта, Нігер, Беме, Убангу, Геба, центральній частині басейну Конго, озерах Альберта, Кьога, Чад (та річках, що в нього впадають).